# Onthophagus zinovskyi
Onthophagus zinovskyi é uma espécie de inseto do género Onthophagus, família Scarabaeidae, ordem Coleoptera.
Foi descrita cientificamente por Qaryagdy em 1939.